# SnowRunner
SnowRunner – komputerowa gra symulacyjna wyprodukowana przez Saber Interactive i wydana przez Focus Entertainment. Produkcja została wydana 28 kwietnia 2020 roku na komputery z systemem Microsoft Windows iMac OS oraz konsole PlayStation 4, Xbox One, a także później na Nintendo Switch (18 maja 2021, w polskiej wersji 21 maja), PlayStation 5 oraz Xbox Series X/S (31 maja 2022 (posiadacze wersji na starsze konsole mogą zainstalować wersję na te nowsze za darmo).

## Rozgrywka
SnowRunner to off-roadowa gra symulacyjna z otwartym światem, w której zadaniem gracza jest dostarczanie ładunku w różne miejsca podczas jazdy po trudnym terenie. Gra zawiera system uszkodzeń, w którym po kolizji występują zmiany zarówno w zachowaniu pojazdu, jak i uszkodzenia widziane na pojeździe. Każdy z regionów gry bazuje na prawdziwym obszarze np. Michigan czy Półwysep Tajmyr. W miarę postępów, wykonując określone misje, gracz zarabia pieniądze, które może następnie wydać na ulepszenia swoich obecnych pojazdów lub na kupno nowego. W świecie gry bohater może odnaleźć opcjonalne misje czasowe, w których nagrody za ukończenie stają się tym lepsze, im szybciej gracz je ukończy. Każdy region ma swoją własną linię fabularną, zwykle obejmującą gracza naprawiającego szkody spowodowane katastrofą, która miała miejsce w regionie.

## Produkcja
W 2017 roku Focus Entertainment wydał grę MudRunner, która spotkała się z pozytywnym odbiorem w mediach. Rok później zapowiedziano jej kontynuację zatytułowaną MudRunner 2. Podczas targów gier gamescom 2019 ogłoszono, że MudRunner 2 zostanie wydany jako SnowRunner. Powodem zmiany było dodanie map w scenerii zimowej, które nie były dostępne w pierwszej części. Na kilka tygodni przed premierą twórcy wydali zwiastun produkcji nawiązujący stylem do innej gry Death Stranding. Wersja na komputery osobiste początkowo została wydana wyłącznie na platformie Epic Games Store. Rok później udostępniono ją także na Steamie i Windows Store.

## Odbiór
Gra spotkała się z pozytywnym odbiorem w mediach branżowych, uzyskując średnią z 14 recenzji wynoszącą 82/100 według serwisu Metacritic.
Większość recenzentów zauważyła i dobrze oceniła zaawansowany model fizyki otoczenia. Redaktor Gry-Online w swoim felietonie napisał „to nie dotarcie do celu w określonym czasie czy bez uszkodzeń ładunku stanowi wyzwanie, tylko w ogóle dojechanie tam”, a także podkreślił swoją radość po dostarczeniu ładunku do celu. Andy Kelly, piszący dla magazynu „PC Gamer”, przyznał, że wielokrotnie utknął swoim pojazdem w mule, jednak satysfakcja z wydostania się i dostarczenia towaru przewyższa negatywne uczucia z trasy. Luke Reilly, redaktor serwisu IGN, zauważył, że pojazd może utknąć w błocie, a silnik wyłącza się po zalaniu wodą. Reilly ocenił grę jako trudną, ale sprawiedliwą; jeśli gracz jeździ ostrożnie, to nie będzie miał większych problemów z dostarczeniem towaru do celu.